# Az Amerikai Virgin-szigetek a 2000. évi nyári olimpiai játékokon
Az Amerikai Virgin-szigetek az ausztráliai Sydneyben megrendezett 2000. évi nyári olimpiai játékok egyik részt vevő nemzete volt. Az országot az olimpián 5 sportágban 9 sportoló képviselte, akik érmet nem szereztek.

## Atlétika
Férfi
| Versenyző    | Versenyszám | Előfutam | Előfutam | Előfutam | Negyeddöntő | Negyeddöntő | Negyeddöntő | Elődöntő | Elődöntő | Elődöntő | Döntő   | Döntő    |
| Versenyző    | Versenyszám | Idő      | Hely.    | Össz.    | Idő         | Hely.       | Össz.       | Idő      | Hely.    | Össz.    | Idő     | Helyezés |
| ------------ | ----------- | -------- | -------- | -------- | ----------- | ----------- | ----------- | -------- | -------- | -------- | ------- | -------- |
| Jeff Jackson | 110 m gát   | 14,05    | 6.       | 31.      | 14,17       | 8.          | 31.         | kiesett  | kiesett  | kiesett  | kiesett | kiesett  |

Női
| Versenyző     | Versenyszám | Előfutam | Előfutam | Előfutam | Negyeddöntő | Negyeddöntő | Negyeddöntő | Elődöntő | Elődöntő | Elődöntő | Döntő   | Döntő    |
| Versenyző     | Versenyszám | Idő      | Hely.    | Össz.    | Idő         | Hely.       | Össz.       | Idő      | Hely.    | Össz.    | Idő     | Helyezés |
| ------------- | ----------- | -------- | -------- | -------- | ----------- | ----------- | ----------- | -------- | -------- | -------- | ------- | -------- |
| Ameerah Bello | 100 m       | 11,64    | 5.       | 44.      | kiesett     | kiesett     | kiesett     | kiesett  | kiesett  | kiesett  | kiesett | kiesett  |

| Versenyző      | Versenyszám | Selejtező | Selejtező | Döntő    | Döntő    |
| Versenyző      | Versenyszám | Eredmény  | Helyezés  | Eredmény | Helyezés |
| -------------- | ----------- | --------- | --------- | -------- | -------- |
| Flora Hyacinth | Távolugrás  | 608 cm    | 32.       | kiesett  | kiesett  |

## Lovaglás
Díjugratás
| Versenyző   | Ló        | Versenyszám | Selejtező | Selejtező | Selejtező | Selejtező | Selejtező | Selejtező | Selejtező | Selejtező | Döntő   | Döntő   | Döntő   | Döntő   | Végeredmény | Végeredmény |
| Versenyző   | Ló        | Versenyszám | 1. kör    | 1. kör    | 2. kör    | 2. kör    | 2. kör    | 3. kör    | 3. kör    | 3. kör    | 1. kör  | 1. kör  | 2. kör  | 2. kör  | Végeredmény | Végeredmény |
| Versenyző   | Ló        | Versenyszám | Bünt.     | Hely.     | Bünt.     | Össz.     | Hely.     | Bünt.     | Össz.     | Hely.     | Bünt.   | Hely.   | Bünt.   | Hely.   | Bünt.       | Helyezés    |
| ----------- | --------- | ----------- | --------- | --------- | --------- | --------- | --------- | --------- | --------- | --------- | ------- | ------- | ------- | ------- | ----------- | ----------- |
| Gigi Hewitt | Geneviève | Egyéni      | 24,00     | 63.       | 16,00     | 40,00     | 66.       | 60,50     | 100,50    | 69.       | kiesett | kiesett | kiesett | kiesett | kiesett     | kiesett     |

## Sportlövészet
Férfi
| Versenyző      | Versenyszám       | Selejtező | Selejtező | Döntő   | Döntő    |
| Versenyző      | Versenyszám       | Pont      | Helyezés  | Pont    | Helyezés |
| -------------- | ----------------- | --------- | --------- | ------- | -------- |
| Chris Rice     | Légpisztoly       | 560       | 39.       | kiesett | kiesett  |
| Chris Rice     | Szabadpisztoly    | 548       | 27.*      | kiesett | kiesett  |
| Bruce Meredith | Sportpuska, fekvő | 584       | 46.       | kiesett | kiesett  |

* - két másik versenyzővel azonos eredményt ért el

## Úszás
Férfi
| Versenyző      | Versenyszám  | Előfutam | Előfutam | Előfutam | Elődöntő | Elődöntő | Elődöntő | Döntő   | Döntő    |
| Versenyző      | Versenyszám  | Idő      | Hely.    | Össz.    | Idő      | Hely.    | Össz.    | Idő     | Helyezés |
| -------------- | ------------ | -------- | -------- | -------- | -------- | -------- | -------- | ------- | -------- |
| George Gleason | 100 m gyors  | 52,00    | 3.       | 42.      | kiesett  | kiesett  | kiesett  | kiesett | kiesett  |
| George Gleason | 200 m gyors  | 1:54,64  | 3.       | 39.      | kiesett  | kiesett  | kiesett  | kiesett | kiesett  |
| George Gleason | 200 m vegyes | 2:08,25  | 2.       | 42.      | kiesett  | kiesett  | kiesett  | kiesett | kiesett  |

## Vitorlázás
Férfi
| Versenyző    | Versenyszám     | Futam | Futam | Futam | Futam | Futam | Futam | Futam | Futam | Futam | Futam | Futam | Pontszám | Helyezés |
| Versenyző    | Versenyszám     | 1     | 2     | 3     | 4     | 5     | 6     | 7     | 8     | 9     | 10    | 11    | Pontszám | Helyezés |
| ------------ | --------------- | ----- | ----- | ----- | ----- | ----- | ----- | ----- | ----- | ----- | ----- | ----- | -------- | -------- |
| Paul Stoeken | Szörfvitorlázás | 23    | 27    | (37*) | 31    | (32)  | 30    | 24    | 28    | 27    | 25    | 21    | 236,0    | 32.      |
| Ben Beer     | Finn dingi      | 20    | 24    | 22    | 13    | 21    | 20    | (26*) | (26*) | 23    | 22    | 20    | 185,0    | 24.      |

* - nem ért célba